# 幽斎本源氏物語
幽斎本源氏物語（ゆうさいぼんげんじものがたり）は、源氏物語の写本。細川幽斎の筆によるものであることからこのように呼ばれる。現在は旧熊本藩主家細川家伝来の美術品、歴史資料、歴代当主の収集品などを収蔵し、展示、研究を行っている永青文庫にあることから「永青文庫本（源氏物語）」とも呼ばれる。

## 細川幽斎と源氏物語
細川幽斎は、足利家・織田家・豊臣家・徳川家に仕えた戦国時代から安土桃山時代にかけての武将であるが、文人としても優れた業績を残しており、古今伝授を受けるなど当代一流の文人としても知られていた。『源氏物語』に関しても、『源氏物語』の本文全文を含まない注釈書としては最も大部なものである『岷江入楚』の成立に深く関わっており、同書は中院通勝が不興を買って丹後に出奔した際、幽斎に出会い、同人の要請を受けて記したものであり、『岷江入楚』という書名も幽斎の命名であるとされている。また幽斎の『源氏物語』研究のために幽斎の依頼によって書写された、当時の数多くの注釈書が現在も永青文庫に残されている。

## 写本の概要
54帖の揃い本。若菜下の1帖のみ山崎宗鑑の補写で、それ以外の五十三帖は細川幽斎の筆とされる。本文は青表紙本系統。この写本には本文の他に大量の書き込みがあり、『源氏物語』注釈史の面からも注目される写本であり、「これからは、独立した注釈書だけではなく「書き入れ注」にも注目していかなければならない」と指摘されている注釈には『紫明抄』からの引用が多いが、幽斎の元で成立した注釈書である『岷江入楚』には『紫明抄』からの引用は極めて少ない。

## 校本への採用
『校異源氏物語』および『源氏物語大成校異編』には不採用であるものの、『新編日本古典文学全集源氏物語』では、写本記号「幽」、「幽齋本 永青文庫所蔵細川幽齋筆写本五十四帖」として校合対象に取り上げられている。